# Порядковое числительное
Поря́дковое числи́тельное — класс имён числительных, обозначающий порядок предметов при счёте.
В русском языке порядковые числительные имеют все грамматические признаки относительных прилагательных, но могут быть составными (начиная с 21-й пишутся раздельно: двадцать первый). При склонении составных порядковых числительных изменяется только последняя часть: две тысячи шестой. Отвечает на вопросы: какой?, какая?, какое?, какие?, который?
Однако порядковые числительные, заканчивающиеся на -тысячный, -миллионный, -миллиардный, пишутся слитно: тридцативосьмимиллионный.
Порядковые числительные в женском роде в именительном падеже используются для обозначения делителя в простых дробях с числителем "1", "21" и т.п.: 1/22 (одна двадцать вторая), 31/40 (тридцать одна сороковая).
Порядковые числительные во множественном числе в родительном падеже используются для обозначения делителя в простых дробях с другими числителями: 7/21 (семь двадцать первых), 19/35000 (девятнадцать тридцатипятитысячных).
При записи порядковых числительных арабскими цифрами может использоваться наращение — добавление буквенного падежного окончания: однобуквенного, если последней букве числительного предшествует гласный звук, и двухбуквенного, если последней букве предшествует согласный: в 11-м классе, 1980-е годы, но 45-му округу, 10-го тура. Наращение не используется при записи календарных дат.
В некоторых других языках, например в португальском, части сложных числительных согласуются с существительным в роде и числе.
В португальском и испанском языках для обозначения порядкового числительного при записи цифрами используется значок º (U+00BA) для мужского рода и ª (U+00AA) для женского рода справа от числа: 2006º.
В английском языке при записи порядкового числительного цифрами используются окончания, набранные суперскриптом: 1st, 2nd, 3rd, 4th, 5th и т. д.
В некоторых языках, например в немецком, венгерском, латышском, эстонском и финском, при записи порядкового числительного цифрами справа от числа ставится точка.